# Tibesti (region)
 For alternative betydninger, se Tibesti (flertydig). (Se også artikler, som begynder med Tibesti)
Tibesti er en af de 23 regioner i Tchad. Indtil til 19. februar 2008 var Tibesti en inddeling i regionen Borkou-Ennedi-Tibesti.
21°24′N 17°00′Ø / 21.4°N 17°Ø